# Liška a pes
Liška a pes (v anglickém originále The Fox and the Hound) je americký animovaný film z roku 1981 z dílny Walta Disneye. Film režírovali Ted Berman a Richard Rich. Námět pochází z novely spisovatele Daniel P. Mannixho. Jedná se v pořadí o 24. snímek z takzvané animované klasiky Walta Disneye. Premiéru měl 10. července 1981. Vypráví příběh Toda – červené lišky a Coppera – loveckého psa. Ti byli nejlepšími přáteli až do doby, kdy objevili, že jejich přirozeným instinktem je lovit se navzájem. Film se stal oblíbeným především pro svou poetickou zápletku, přátelství a odvahu Toda i jeho psího přítele.[zdroj?]
Hlasy postaviček v originále namluvili Kurt Russell (Copper), Mickey Rooney (Tod), Pearl Bailey (velká máma Sova), Pat Buttram (Starouš), Sandy Duncan (Vixey), Richard Bakalyan (Dinky), Paul Winchell (Boomer), Jack Albertson (Amos Slade), Jeanette Nolan (bábinka), John Fiedler (dikobraz), John McIntire (jezevec), Keith Coogan (malý Tod) a Corey Feldman (malý Copper). Česká verze: Daniel Tůma (Tod), Michal Jagelka (Copper), Dana Hlaváčová (velká máma Sova), Alois Švehlík (Amos Slade), Jitka Ježková (Vixey), Vlasta Peterková (bábinka), Petr Pelzer (Starouš), Milan Stehlík (dikobraz), Zdeněk Hess (jezevec), Tomáš Juřička (Dinky), Jan Vondráček (Boomer), Filip Holec (malý Tod), Pavel Dytrt (malý Copper), Hana Cross (velká máma Sova - zpěv), Vlasta Bláhová a Lenka Pantůčková. Na film pak volně navazuje film Liška a pes 2 (2006).

## Děj
Film začíná honem na lišku, při kterém z liščí nory uteče jen jedno malé liščí mládě – lišák Tod. Toho najdou dva ptáčci, kteří celé dny chytají malého červíčka. Ti ho zavedou k moudré sově a ta ho nechá u stařenky, která žije poblíž. Stařenčin soused, lovec a pytlák, si v té době pořídí ke svému loveckému psovi Starouši malé štěně – Coppera. Ten se s Todem spřátelí a celé dny si spolu hrají. Zatím ještě netuší, že je osud již brzy postaví proti sobě jako největší nepřátele.
Po nějaké době nastane okamžik, kdy se Copper vydává na svou první loveckou výpravu. Než se z ní vrátí, on i Tod vyrostou, přesto se stále ještě přátelí. Potom chce ale Starouš zaútočit na Toda, přitom ho ale vážně zraní vlak, protože jsou na kolejích. Copper je rozhořčený a začne Toda nenávidět a Copperův a Staroušův majitel-lovec ho začne hnát z místa na místo. Stařenka tedy Toda dá do lesa, aby byl v bezpečí a aby ho lovec nedostal. Tam se smutný Tod seznámí s krásnou lištičkou Vixey a zdá se, že bude spokojený. Lovec s Cooperem ho však najdou a jejich nenávist pokračuje. Děj vyvrcholí soubojem s grizzlym, při kterém Tod zachrání Coppera i jeho pána a Cooper pochopí, že udělal chybu a vysíleného Toda zachrání před tím, aby ho lovec zastřelil. Film končí tím, že se stařenka stará o zraněného lovce a Copper, ležící vedle spícího Starouše, se podívá na kopec. Sedí tam Tod s Vixey a hledí dolů na něj a na vše, co se kolem děje.